# Cephalops kalimus
Cephalops kalimus är en tvåvingeart som först beskrevs av Hardy 1962.  Cephalops kalimus ingår i släktet Cephalops och familjen ögonflugor.
Artens utbredningsområde är Moçambique. Inga underarter finns listade i Catalogue of Life.